# Ліга (музика)
Ліга ((фр. ligue, від лат. ligare — зв'язувати) в музичній нотації — дугоподібний знак, що з'єднує кілька нот.
Знак вживається у кількох значеннях:
1. Зв'язне виконання груп звуків різної висоти (див. також легато). Англійський термін — slur.
2. Подовження звуків при об'єднанні суміжних нот однієї висоти. Англійський термін — tie.
3. У вокальних творах — з'єднання звуків, що виконуються на один склад тексту